# Zinkenkogel

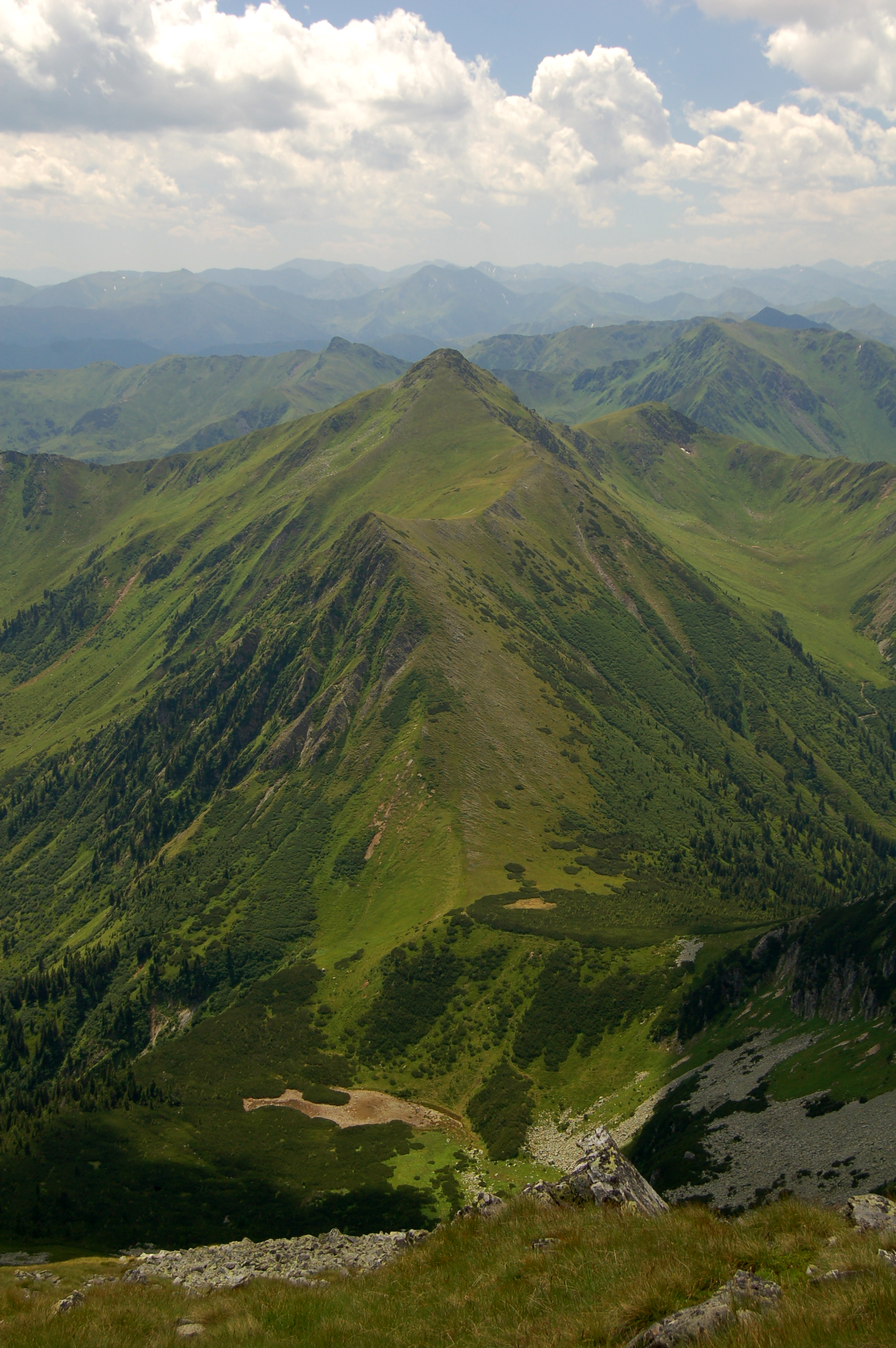
Zinkenkogel a Perwurzgupf při pohledu z Kleiner Bösensteinu

Zinkenkogel (2233 m n. m.) je hora v Rottenmannských Taurách na území rakouské spolkové země Štýrsko. Nachází se v hlavním hřebeni asi 8,2 km západojihozápadně od osady Hohentauern. Na severovýchodě jej mělké bezejmenné sedlo odděluje od vrcholu Perwurzgupf (2082 m) a na jihozápadě hlubší bezejmenné sedlo od vrcholu Wagnerplankogel (2104 m). Severozápadní svahy hory klesají do doliny Wagnerplan, jižní do doliny Auwinkel a východní do doliny Pölskar. Jihovýchodním směrem vybíhá ze Zinkenkogelu poměrně dlouhá (cca 17 km) boční rozsocha směřující přes vrcholy Steinwandkogel (2132 m), Schüttnerkogel (2170 m), Bruderkogel (2299 m), Steinermandl (2192 m), Eisenbeutel (1855 m) a Saurüssel (1795 m) k sotoku potoků Pusterwaldbach a Pölsbach, kde definitivně končí.

## Přístup
- po značené turistické cestě č. 902 ze sedla Perwurzpolster
- po značené turistické cestě č. 902 od rozcestí Hochschwung